# Heszky Erzsébet
Heszky Erzsébet férjezett neve: Löwinger Andorné (Pápa, 1900. december 17. – Budapest, 1976. március 17.), kommunista politikus, Berecz János anyósa. 

## Életpályája
1918-ban lépett be a Kommunisták Magyarországi Pártjába. 1919-ben a Magyarországi Tanácsköztársaság megalakulása után a Kommunista Ifjúmunkások Magyarországi Szövetsége (KIMSZ) Győr megyei titkára és dunántúli titkárhelyettes. 
A Tanácsköztársaság bukása után Bécsbe menekült, ahol az Osztrák Kommunista Párt tagja, valamint a Die Rote Fahne újságírója lett. Majd Moszkvába ment, és a Kominternnél dolgozott. A II. világháború után előbb Bécsbe tért vissza, mielőtt hazajött volna Magyarországra. A Pénzügyminisztériumból ment nyugdíjba.
1976. március 17-én hunyt el, földi maradványait március 26-án délelőtt 11 órakor helyezték örök nyugalomra a Farkasréti temetőben.

## Családja
Szülei: Heszky Ágoston és Bikky Ida voltak. Testvérei Júlia (1894–1974), Mária és Róza. Férje, Löwinger Andor volt. Lányuk Lőwinger Annamária 1933. szeptember 7-én Moszkvában született és az Országos Gyógyhelyi és Gyógyfürdőügyi Főigazgatóság főigazgató-helyettese volt haláláig. Autóbalesetben vesztette életét 1986. február 4-én.
Lánya 1955-ben ment feleségül Berecz Jánoshoz. Három gyermekük született, a legidősebb, Berecz Marianne 1957. június 27-én jött a világra, és diplomata lett.

## Emlékezete

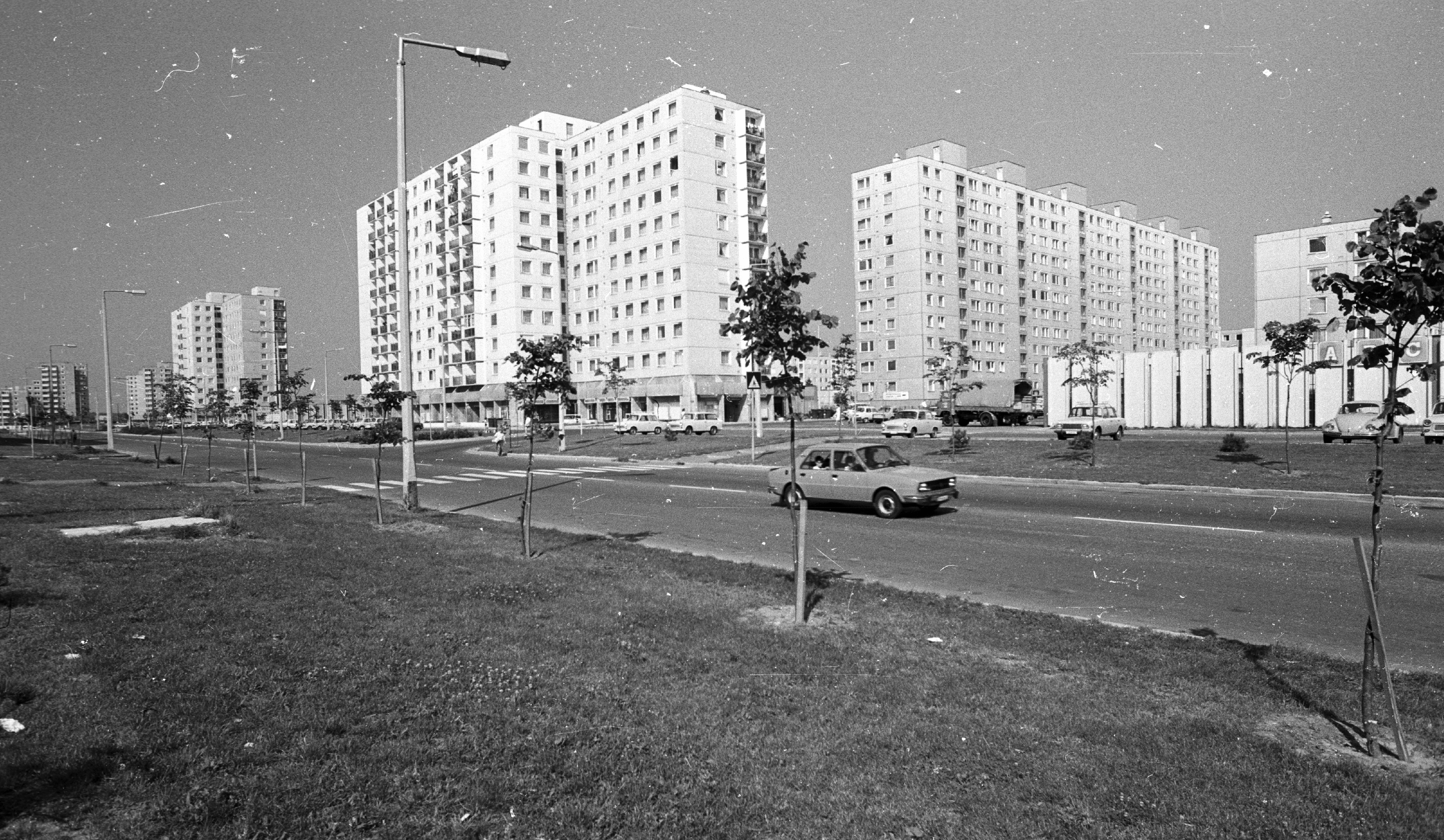
Győr, Kun Béla lakótelep, Pogány Imre út a Heszky Erzsébet utca felé nézve 1987-ben

1982-től 1990-ig utca viselte nevét Győrben a Kun Béla lakótelepen. A városrészben az utcanevek akkoriban a Magyarországi Tanácsköztársaság győri vezetőiről voltak elnevezve. Nevét a helyi általános iskola, a Heszky Erzsébet úti Általános Iskola is viselte a rendszerváltásig. Az utca neve Répce utcára változott, az iskola neve pedig Győri Kovács Margit Német Nyelvoktató Általános, Alapfokú Művészetoktatási Intézmény, Iparművészeti Szakgimnázium és Szakközépiskola nevet viseli.

## Díjai
- Szocialista Hazáért Érdemrend
- KISZ Érdemérem (1968)[6]